# The Sex Lives of Siamese Twins
The Sex Lives of Siamese Twins (em português: A Vida Sexual das Gêmeas Siamesas) é o nono romance do escritor escocês Irvine Welsh, publicado em maio de 2014. 

## Recepção
Algumas semelhanças foram traçadas entre esse livro e o primeiro romance de Welsh, Trainspotting. Elena Seymenliyska, do The Daily Telegraph, escreveu: "É um pouco como sua estreia, Trainspotting (1993), mas em vez dos cortiços de Leith, estamos nos condomínios de Miami Beach. E no lugar de viciados em heroína, alcoólatras e psicopatas violentos, aqui temos instrutores de fitness e psicopatas violentos."
O The Guardian publicou uma resenha do livro em 8 de maio de 2014. Na resenha, Sandra Newman discorda do personagem principal: "O prazer do livro é estragado por um narrador radicalmente mal interpretado." O romance galês recebeu uma resenha muito mais positiva de David Pollock, publicada no The Independent em 24 de abril de 2014.